# صوفيا يان
صوفيا يان (بالإنجليزية: Sophia Yan)‏ هي عازفة بيانو أمريكية، ولدت في 8 أكتوبر 1986 في كوينز في الولايات المتحدة.